# 윤종규 (가수)
윤종규는 대한민국의 1980년 2월 13일 가수 및 기업인이다.

## 경력
- 한국에어브레이크 대표이사 회장

## 수상
- 2005년 제3회 대한민국 트로트 가요제 창작부문 금상 수상

## 음반
- 2014년 웅진바다
- 2009년 동해바다
- 2005년 내 사랑 당신